# リディア・イサク
リディア・イサク（ルーマニア語: Lidia Isac、ロシア語: Лидия Исак）は、モルドバ共和国の歌手である。

## 経歴
1993年にロシア・サンクトペテルブルクで生まれ、その後両親の出身地であるモルドバ共和国へ家族とともに移住する。7歳から音楽学校でピアノを学び、その後音楽・舞台芸術及び美術アカデミーにて歌唱を学ぶ。2006年、ブルガリア・ヴェリコ・タルノヴォで開催される若手向けの音楽祭スレブルナ・ヤントラ（Сребърна Янтра / Srebarna Yantra、Silver Yantra）で特別賞を受賞、2007年にはモルドバ共和国のフランス語シャンソンコンクール"Chantons, amis !"で優勝するなど、各種の音楽祭で経験を重ねていった。
2013年、音楽プロデューサーのセルゲイ・オルロフ（Serghei Orlov）が次世代スターを発掘するというコンセプトのテレビ番組「StarMaker」に出場する。同番組で選考過程を勝ち抜いたリディア・イサクとアレクサンドラ・ドゥルク（Alexandra Druc）は、デュオ「グラム・ガールズ（Glam Girls）」としてデビューを果たす。グラム・ガールズとしてユーロビジョン・ソング・コンテスト2013および2014のモルドバ共和国代表選考に出場するが、それぞれ決勝12位、14位に終わる。また、グラム・ガールズと同じくセルゲイ・オルロフがプロデューサーを務めるサンストローク・プロジェクトとも多数共演した。
2016年5月にスウェーデン・ストックホルムで開催されるユーロビジョン・ソング・コンテスト2016のモルドバ共和国代表を務め、代表曲「Falling Stars」を披露する。